# VBOX7
VBOX7 – bułgarski serwis internetowy poświęcony udostępnianiu krótkich wideoklipów; podobny do serwisu YouTube. Według zliczarek alexa.com i tyxo.bg jest jednym z najczęściej odwiedzanych serwisów w bułgarskiej przestrzeni internetowej.